# Trados
SDL Trados je programska oprema za računalniško podprto prevajanje (CAT  - Computer Assisted Translation), ki omogoča ustvarjanje in urejanje terminologije in baze prevodov (TM - Translation Memory).

## Zgodovina
Podjetje Trados GbmH sta, s sedežem v Stuttgartu v Nemčiji, leta 1984 ustanovila Jochen Hummel in Iko Knyphausen. Programsko opremo za prevajanje so začeli proizvajati v poznih osemdesetih letih 20. stoletja. V devetdesetih letih so izdali dva glavna programa za Microsoft Windows, MultiTerm in Translator’s Workbench. Leta 1997 je Microsoft začel uporabljati Trados za prevajanje svojih programov v druge jezike. Do konca devetdesetih let je Trados GbmH  postal vodilni proizvajalec prevajalske programske opreme. Leta 2005 je podjetje prevzel SDL International.

## SDL Language Technologies
SDL Language Technologies je del podjetja SDL plc, ki se ukvarja s proizvajanjem programske opreme za prevajalce. Sestavljajo ga tri skupine: skupina za upravljanje s prevodi (SDL WorldServer), skupina za strojno prevajanje (SDL BeGlobal) in skupina za povečanje produktivnosti pri prevajanju (SDL Studio GroupShare).

## Področja in izdelki

### Baze prevodov
Jezikovna baza podatkov, ki prevode že med prevajanjem shrani za ponovno uporabo.

#### Programi
- SDL Trados Studio
- SDL Trados Starter
- SDL Trados Freelance

### Terminologija
Ustvarjanje in urejanje baze podatkov, ki hrani izbrane izraze in pravila glede na njihovo uporabo.

#### Programi
- SDL MultiTerm Desktop
- SDL MultiTerm Extract

### Prevajanje računalniških programov
Pomoč pri prevajanju programskih elementov.

#### Programi
- SDL Passolo

### Strojno ali avtomatsko prevajanje
Avtomatski sistem prevajanja brez človeškega faktorja.

## Pomoč pri uporabi programov
Na spletni strani podjetja so na voljo brezplačni priročniki za uporabo njihovih produktov. Ponujajo brezplačne osnovne tečaje ravnanja z njihovimi programi, ki potekajo vsak mesec preko spletnih seminarjev, podrobnejše urjenje je možno na uradnih lokacijah SDL in njegovega partnerskega podjetja, prav tako pa objavljajo informativne videe na spletnem portalu YouTube.